# Sheldon (Missouri)
Sheldon è un comune degli Stati Uniti d'America, situato nello Stato del Missouri, nella contea di Vernon.